# Carrefour de l'horloge
Pour les articles homonymes, voir Horloge et CDH.
Le Carrefour de l'horloge (CDH) — dénommé Club de l'horloge de 1974 à 2015 — est un cercle de réflexion métapolitique français fondé en 1974 notamment par Yvan Blot, Jean-Yves Le Gallou et Henry de Lesquen.
Classé à l'extrême droite (il prône l'union avec le Front national), il se réclame du national-libéralisme et des principes républicains.
À travers l’organisation de colloques et la publication d'ouvrages, il intervient dans le débat d'idées en mettant en avant la liberté économique, la souveraineté du peuple et l'identité de la nation.

## Historique

### Genèse

#### Le Cercle Pareto
Dans sa thèse de doctorat consacrée au Cercle de l'horloge, Philippe Lamy considère le Cercle Pareto comme la « matrice » du Club de l'horloge. C'est aussi le fondement de la « parenté idéologique du Club de l'Horloge et du GRECE ». Il s'agit d'une véritable « école de formation » où les futurs responsables du Club se forgent « un capital culturel et intellectuel ». Pierre-Marie Guastavino estime que « c'est là que la cristallisation s'est produite ».
Le Cercle Pareto regroupe « les étudiants de Sciences Po proches du GRECE ». Nicolas Lebourg précise en effet que ce cercle est « le GRECE de l'IEP de Paris », et explique que « le nom du cercle fait signe : Pareto eut, certes, une grande influence sur le fascisme, mais aussi sur les textes de Thiriart qui aimait à le citer très régulièrement et le faisait systématiquement apprendre dans ses écoles de cadres ». Plus tard, Pareto deviendra un des « maîtres à penser » du Club de l'horloge.
Ce cercle estudiantin se forme à la rentrée 1968, à l'initiative d'Yvan Blot, lorsque les élèves de l'École hostiles à Mai 68 et qui souhaitent « combattre le gauchisme » commencent de se regrouper. Ce sont en particulier les militants des Comités pour la défense de la République et ceux du Comité étudiant pour les libertés universitaires (qui promeut l'autonomie des universités), qui s'y investissent. En 1970, quatre « groupes d'études » thématiques du GRECE sont implantés à Sciences Po : « Politique des revenus » (Yvan Blot), « Éléments constitutifs de l'unité européenne » (Jean-Yves Le Gallou), « Déclin de la paysannerie » (Jean-Paul Charbonneau) et « Problème de l'immigration étrangère en France » (Michel Araud) ; en octobre de la même année, le cercle est rattaché à l'« unité de recherche » Île-de-France du GRECE nouvellement créée.
Jusqu'en 1971, Jean-Yves Le Gallou s'impose comme son responsable (le Cercle est alors basé à son domicile de Colombes), avant d'être remplacé par Guillaume Faye. Georges-Henri Bousquet accepte la présidence d'honneur. Prennent également part à ses activités une trentaine de membres,, dont Jean-Paul Antoine, Daniel Garrigue, Pierre-Marie Guastavino, Bernard Mazin (et peut-être Jean-Paul Bolufer), qui planchent sur les travaux de divers auteurs « chers au GRECE ». Il publie des cahiers (« une espèce de feuille de chou de couleur jaune » selon Guastavino), et organise des « réunions communautaires » (dîners ou cocktails), ainsi que des conférences avec Alain de Benoist (« Les techniques d'ahurissement »), Pierre de Calan (« Qu'apprend-on d'utile ? ») ou Hervé Lavenir (« La permanence des valeurs de la civilisation européenne »).
En 1973, trois membres du Cercle, Blot, Le Gallou et Bernard Mazin, se rendent chez Alain de Benoist pour le convaincre de s'engager dans l'action politique, mais il refuse, se montrant « très hostile » à cette orientation.

#### Création
Le Club de l'horloge est fondé le 10 juillet 1974, lors d'une réunion au domicile d'Yvan Blot, rue des Canettes, loué au gréciste Roger Lemoine. Il est ainsi nommé d'après l'« immense pendule » qui trônait dans l'appartement d'Yvan Blot[source insuffisante] — choix jugé « le moins mauvais sans pour autant être excellent ». Sont présents lors de la réunion Pierre Benet, Yvan Blot, Daniel Garrigue, Bernard Gosselin, Pierre Gouarné, Henry de Lesquen, Didier Maupas, Bernard Mazin, Hubert Mounier, Éric Roty, Maryvonne et Noël de Saint-Pulgent ; sont notés comme excusés Jean-Claude Bardet, Thierry Bost, Alain Deniel, Gilles Guitton, Christian Joutard et Jean-Yves Le Gallou.
Jean-Paul Antoine (pourtant absent lors de la réunion constitutive), Yvan Blot, Jean-Yves Le Gallou, Henry de Lesquen, Didier Maupas et Bernard Mazin, tous anciens élèves de l'École nationale d'administration (ENA), sont ensuite présentés comme les membres du noyau fondateur. Ses statuts sont déposés par Lesquen et Maupas le 14 février 1975 à la préfecture de police de Paris ; son objet social porte alors l'« étude des problèmes auxquels sont confrontées les sociétés modernes ». Les premières réunions continuent de se tenir rue des Canettes, avant que le Club ne fixe son siège au 4, rue de Stockholm, dans le 8e arrondissement de Paris.

### Entre droite et Front national
(avril 2018).
Le club se tisse de nombreux liens à droite. Alain Madelin est l'un des plus assidus aux colloques et séminaires jusqu'en 1984. Ministre en 1986, il prend à son cabinet comme chargé des études et discours le secrétaire général du club, Michel Leroy. Alain Juppé, quant à lui, prend également part à des réflexions en commun avec le Club de l'horloge, en publiant avec lui un ouvrage en 1982.
Jusqu'à la fin des années 1980 au moins, le club reste proche de la droite de gouvernement, et surtout des éléments les plus à droite de ces partis. Ainsi, en 1989, il présente un rapport commun avec le Club 89, boîte à idées du Rassemblement pour la République (RPR). D'après Nicolas Lebourg, il est « un temps protégé par Michel Poniatowski ».
Or malgré tous les efforts qui ont été faits du côté de la direction du Club de l'horloge et du côté d'un certain nombre de personnalités de la droite classique, qui souhaitaient le renforcement du Club de l'horloge et l'union de la droite, mais également de personnalités de la droite populiste, l'union n'a pas été possible.
Ainsi, les principaux dirigeants, à l'exception d'Henry de Lesquen, ont adhéré au FN dans les années 1980 : Jean-Claude Bardet, Yvan Blot, Jean-Yves Le Gallou et Bruno Mégret. Mais le club compte également des adhérents ou des sympathisants qui ont été membres du Mouvement pour la France, à commencer par son président Henry de Lesquen[Information douteuse], ou du Centre national des indépendants et paysans (Christian Vanneste)[réf. souhaitée]. Razmig Keucheyan qualifie les adhésions de membres du Carrefour de l'horloge au FN de « stratégie d'« entrisme » ». À la fin des années 1980, les mégrétistes, issus du Club de l'horloge, sont ainsi à la tête de la revue Identités, revue théorique du FN.
À la fin des années 1970, le Club de l'horloge a été considéré comme partie prenante de la « Nouvelle Droite » symbolisée par le GRECE. Henry de Lesquen a cependant vigoureusement contesté cet amalgame entre le Club de l'horloge et la « Nouvelle Droite ». Car si le club résulte bien d'une dissidence au sein du GRECE, il s'en est détaché dès 1978 pour entrer en concurrence avec lui, et a rejeté cette étiquette. Et si plusieurs de ses membres sont dans l’orbite du GRECE, si le club en reprend quelques-unes des thèses, dont les « théories génétiques néo-racialistes », sur le plan économique et politique, en revanche, il s'en distingue par un « national-libéralisme anti-jacobin ». Le Club de l'horloge affirme pour sa part que le christianisme est indissociable de l'identité de la France et défend un libéralisme identitaire ou national-libéralisme.
En novembre 1984, le Club organise avec Magazine Hebdo un Forum des idées de l'opposition, sur le thème de « La reconquête du pouvoir culturel ».
En 1986, le club reçoit le prix Renaissance des lettres du Cercle renaissance pour L'Identité de la France.
Henry de Lesquen soutient en 1997 qu'il existe « un électorat d'environ 15 % qui attend quelque chose. Un électorat plus bourgeois, moins populaire, moins focalisé sur l'immigration, plus attaché aux libertés économiques que celui du Front national ». L'alliance ne serait cependant possible que si le Front national cessait d'être un parti de contestation.

### Carrefour de l'horloge
Le 30 septembre 2015, le club devient le « Carrefour de l'horloge », et absorbe les autres associations dirigées par Henry de Lesquen, Voix des Français-Renaissance 95, SOS Identité et le Mouvement associatif pour l’union de la droite (MAUD). Il adopte également, à cette occasion, la devise « Pensée, parole, action ».
Les premières rencontres du carrefour se tiennent le 16 janvier 2016 à la maison de la Chimie ; Charles Beigbeder, François Billot de Lochner, Éric Branca, Yvan Blot, Christian Harbulot, Henry de Lesquen, Julien Rochedy, Christian Vanneste et Jean-Yves Le Gallou y interviennent.
En mai 2017 le Parti national-libéral est créé sous la férule d'Henry de Lesquen ; il fixe son siège au 4, rue de Stockholm, dans les locaux du Carrefour. Durant la campagne présidentielle concomitante, Philippe Baccou, l'un des membres du « noyau dur » du club, appartient au groupe des Horaces, est l'un des principaux conseillers officieux de Marine Le Pen,.

## Doctrine

### Orientations générales
Le Club de l'horloge, depuis sa création, est lié aux vies philosophique et politique française et européenne. Il se reconnaît douze « maîtres à penser » :
- Edmund Burke, Hippolyte Taine et Julien Freund (philosophie politique) ;
- Friedrich Hayek et Ludwig von Mises (économie) ;
- Gustave Le Bon, Arnold Gehlen, Vilfredo Pareto et Jules Monnerot (sociologie) ;
- Carl Schmitt (droit) ;
- Konrad Lorenz et Jacques Monod (biologie).

Le club prône une « synthèse national-libérale [pour] faire pièce à l'idéologie dominante »,. En effet, il défend le « libéralisme intégral » en matière économique depuis 1979 (illustré lors de la publication de l'ouvrage collectif Le Grand Tabou en 1980), le nationalisme (par exemple avec L'Identité de la France, 1985), les mérites, selon le club, de la colonisation (positive) avec le capitalisme, menée par les puissances européennes ou occidentales jusqu'aux années 1960. Le Club de l'horloge a aussi développé ou repensé des théories sur les inégalités naturelles entre individus ou groupes d'individus (notamment avec La Politique du vivant, 1979).
Contrairement au GRECE, le Club de l'horloge adopte une position anticommuniste, estimant dans La Politique du vivant que « l'utopie égalitaire qui, avec ou sans Marx, conduira toujours au Goulag, parce qu’elle présente une image de l’homme contraire à sa nature ».
Nicolas Lebourg qualifie sa doctrine de « sociale-darwiniste (le néo-libéralisme venant compléter le racialisme pour produire un néo-darwinisme intégral) », ajoutant qu'elle est devenue « progressivement nationale-libérale en économie ».
Le club plaide également pour la démocratie et la République,,.

### Référendum d'initiative populaire
Selon Philippe Lamy, c'est le Club qui théorise en France le référendum d'initiative populaire, à partir de 1986 et de son colloque intitulé « Au secours, la gauche revient ! ».
L'année suivante, l'idée est défendue par Yvan Blot lors de l'université annuelle consacrée à la « démocratie ». Le Club fait l'éloge du « bon sens populaire » contre les supposées « confisc[ations] » de la démocratie, discours qui cache en réalité, pour Lamy, « l'obsession migratoire » ; on y espère en effet, au titre du RIP l'arrêt de l'immigration, le rétablissement de la peine de mort et la réforme du Code de la nationalité. Blot s'appuie sur les exemples de la Californie et de la Suisse.
En 1987, Henry de Lesquen signe dans Le Monde une tribune pour défendre l'idée du RIP, à quoi Maurice Duverger réplique en lui reprochant de vouloir « affaiblir la démocratie par une agitation démagogique ». La proposition est parallèlement reprise dans le programme de Jean-Marie Le Pen en 1988, mais recueille également l'assentiment de milieux gaullistes et reçoit l'écho du Figaro Magazine. Le Club continue de défendre le RIP pendant plusieurs dizaines d'années.

### Immigration
Le club est à l'origine de l'expression « préférence nationale », dans un ouvrage collectif publié en février 1985, quand ses principaux dirigeants et adhérents étaient encore membres du RPR (Bruno Mégret, Yvan Blot, Jean-Claude Bardet, Henry de Lesquen) de l'UDF (Jean-Yves Le Gallou) ou du CNI (Yvon Briant).
En 2012, figure parmi les leitmotivs de l'université d'été annuelle l'« inversion des flux migratoires ».

## Organisation

### Présidents
| No | Identité                      | Période | Période  | Durée  |
| No | Identité                      | Début   | Fin      | Durée  |
| -- | ----------------------------- | ------- | -------- | ------ |
| 1  | Yvan Blot (1948 - 2018)       | 1974    | 1985     | 11 ans |
| 2  | Henry de Lesquen (né en 1949) | 1985    | En cours | 40 ans |

### Secrétaires généraux
| No | Identité                         | Période | Période  | Durée  |
| No | Identité                         | Début   | Fin      | Durée  |
| -- | -------------------------------- | ------- | -------- | ------ |
| 1  | Jean-Yves Le Gallou (né en 1948) | 1974    | 1985     | 11 ans |
| 2  | Michel Leroy (d) (né en 1948)    | 1985    | 1993     | 8 ans  |
| 3  | Bernard Mazin (d) (né en 1949)   | 1993    | 2012     | 19 ans |
| 4  | Pierre Millan (d) (né en 1943)   | 2012    | En cours | 13 ans |

## Organes
Au début des années 1980, Yvan Blot reprend la revue intellectuelle aronienne Contrepoint, disparue en 1978, et en fait une revue engagée et non officielle du club de l'automne 1981 à la fin de sa présidence en 1985,.
De 1980 à 1995 paraît une Lettre d'information du Club de l'horloge.
Les participants du Carrefour s'expriment régulièrement à l’antenne de Radio Courtoisie depuis la création de celle-ci en 1987. Depuis 2016, Michel Leblay, délégué aux questions doctrinales du Carrefour, y dirige le Libre journal de la souveraineté. Christophe Beaumont est quant à lui délégué à la communication[réf. incomplète].

## Publications
- Jean-Yves Le Gallou (dir.), André Archimbaud, Philippe Baccou, Michel Bauchot, Alain Bercot, Martine Bercot, Yvan Blot, Thierry Bost, Françoise Le Gallo, Anne-Laure Le Gallou, Michel Leroy, Henry de Lesquen, Richard de Maismont, Didier Maupas, René Maurice, Bruno Mégret, Hubert Mounier, Olivier d'Ormesson, Hugues Pignot, Charles Rostand, Maryvonne de Saint-Pulgent, Noël de Saint-Pulgent, Paul Soriano et Bruno Tellenne, Les Racines du futur : demain la France, Paris, Masson, 1977 (réimpr. 1984), 266 p. (ISBN 2-225-47938-0, BNF 34773339, lire en ligne)
- Henry de Lesquen (dir.), André Archimbaud, Michel Bauchot, Alain Bercot, Martine Bercot, Yvan Blot, Thierry Bost, Françoise Le Gallo, Anne-Laure Le Gallou, Didier Maupas, Bruno Mégret, Hubert Mounier, Maryvonne de Saint-Pulgent, Noël de Saint-Pulgent, Paul Soriano et Bruno Tellenne, La Politique du vivant, Paris, Albin Michel, 1978 (réimpr. 1999), 313 p. (ISBN 2-226-00756-3, BNF 34614839)  — Traduit en espagnol.
- Gérard Calot, Pierre Chaunu, Jacques Godfrain, Jean-Yves Le Gallou, Annie Lesur, Alain Madelin, Christiane Papon et Alfred Sauvy, Le Défi démographique, Paris, Club de l'horloge, 1979, 152 p. (ISBN 2-908046-04-0)
- Michel Aurillac, Yvan Blot, Michel Crozier, Roland Drago, Octave Gélinier, Daniel Lebard, Henri Lepage, Michel Leroy, Gérard Longuet, Daniel Méraud, Renaud Paulian et Bernard Tricot, Le Péril bureaucratique, Paris, Club de l'horloge, 1980, 240 p. (ISBN 2-908046-05-9, présentation en ligne)
- Jean-Louis Boursin, Arvid Fredborg (sv), Jean-Paul Gardinier, Jacques Godfrain, Alain Griotteray, Pierre-Marie Guastavino, David Hudson, Hans Huyn, José Miguel Júdice, Alain Juppé, Andreas Khol, Jean-Yves Le Gallou, Michel Leroy, Alain Madelin, Michel Massenet, Alain Mayoud et Didier de Montbrial, Échecs et injustices du socialisme : suivi d'un projet républicain pour l'opposition, Paris, Albin Michel, 1982, 240 p. (ISBN 2-226-01544-2, présentation en ligne)
- Philippe Baccou (dir.), André Archimbaud, Michel Bauchot, Alain Bercot, Yvan Blot, Olivier Bonnin, Jean-Yves Le Gallou, Yves Montenay, Serge Ruel, Jacques Szmaragd, Claude Waddington et Laurent Winter, Le Grand Tabou : l'économie et le mirage égalitaire, Paris, Albin Michel, 1982, 320 p. (ISBN 2-226-01086-6, présentation en ligne)
- Didier Maupas (dir.), Isabelle Beyl, Maurice Boudot, Jean-Pierre Dubois, Bernard Gosselin, Marcelle Goudal, Philippe Goudal, Jean-Claude Guilloud, Jean-Luc Hausemont, Michel Leroy, Henry de Lesquen, Jean-Marie Proth, Georges Poilleux, Jean-Charles Prunier, Claude Roy, Céline Sibert, Bruno Tellenne et Bernard Zimmern, L'École en accusation, Paris, Albin Michel, 1983, 244 p. (ISBN 2-226-01948-0, présentation en ligne)
- Yves Montenay (dir.), Philippe Baccou, Georges de Bescherel, Antoine Cassan, Gilbert Eicholz, Jean Flouriot, Bernard Lebeau, Michèle Morin, Jacques Szmaragd, Le Socialisme contre le tiers monde, Paris, Club de l'horloge, 1983, 304 p. (ISBN 2-226-01794-1, présentation en ligne)
- Ivan Chiaverini, Bernard Debré, Philippe Delemarre, Michel Frenois, Jacques Goudet, Gilles Guyot, Arlette Manzoni-Rivière, Gérard Pico, Daniel Rivière et Alice Saunier-Seïté, Quelle université pour la France ?, Paris, Club de l'horloge, 1984, ?
- Raoul Audouin, Yvan Blot, François-Georges Dreyfus, Jean-Yves Le Gallou, Henry de Lesquen, Michel Leroy, Jules Monnerot et Alain-Gérard Slama, Socialisme et Fascisme : une même famille ?, Paris, Albin Michel, 1984, 176 p. (ISBN 2-226-02049-7, présentation en ligne)
- Georges Berthu (dir.), François Berger, Hervé Bernaille, Fernand Bernard, Jacqueline Demogé-Decorte, Michel Dutilleul-Francœur, Éric Fairniel, François Guillaumat, William Hammond, Henry de Lesquen, Alain Patrick, Pierre-Yves Pinchaux, Jean-Charles Prunier et Bernard Zimmern, Vive la propriété !, Paris, Albin Michel, 1984, 382 p. (ISBN 2-226-02116-7, présentation en ligne)
- Bernard Asso, Yvan Blot, Ivan Chiaverini, André Decocq, François-Georges Dreyfus, Gérard-François Dumont, Michel Falicon, Jeffrey Gayner, Jean-Antoine Giansily, Jean-Louis Harouel, Henri de La Bastide, Yves-Marie Laulan, Jean-Yves Le Gallou, Henry de Lesquen, Michel Massenet, Jacques Médecin, Jules Monnerot, Didier Maupas, Christiane Pigacé, Paul Soriano, François Terré et Michel Terrier, L'Identité de la France, Paris, Albin Michel, 1985, 357 p. (ISBN 2-226-02526-X, présentation en ligne)
- Jean-Yves Le Gallou (dir.), Georges Berthu, Gérard Canal, Loïc Darras, Isabelle Deflandre, Michel Garnier-Thenon, Jean-Antoine Giansily, Pierre-Marie Guastavino, Pierre Maisonhaute, « François d'Orgeville », Christiane Pigacé et Bruno Tellenne, La Préférence nationale, réponse à l'immigration, Paris, Albin Michel, 1985, 270 p. (ISBN 2-226-02233-3)
- Yvan Blot, Gérard Bramoullé, François-Georges Dreyfus, Jean-Yves Le Gallou, Michel Leroy, Didier Maupas, Jules Monnerot, Alain Redslob et Bo Siegbahn, Rompre avec 50 ans de socialisme : 1936-1986, Paris, Contrepoint, 1986, 100 p. (présentation en ligne)
- Pierre Alzon, Jean-Marie Benoist, Georges Berthu, Pierre Bertrand, Yvan Blot, Yves Boudier, Maurice Boudot, Raymond Bourgine, Édith Delécluse, Jacques Delécluse (en), François-Georges Dreyfus, Nicole Fontaine, Claire Garcette, Marie-Claire Grenon, Michel de Guillenchmidt, Pierre-Patrick Kaltenbach, Fernand Lafargue, Pascal Lanfry, Brigitte Leblond, Gilbert Leblond, Philippe Lecœur, Véronique Lecœur, Guy Lejeune, Marie-Claire Lejeune, Henry de Lesquen, Paul Lucas, Michel Leroy, Paul Milot, Simone Milot; Didier Maupas, Marie-Laure Plantrou, Nicolas Plantrou, Catherine Poirot, Claude Polin, Paul Soriano, Claude Vaudour, Xavier Vaudour, Philippe Vercoustre et Jean-Jacques Walter, Socialisme et religion sont-ils compatibles ?, Paris, Albatros, 1986, 272 p. (présentation en ligne)
- Gérard Bramoullé, Ivan Chiaverini, Pierre Defrenne, Jacques Garello, Denis Graveriau, Denis-Clair Lambert, Pierre Possa, Daniel Rivière et Jean-Charles Sournia, Le Mythe des acquis sociaux : [actes du colloque, Lyon, 22 mars 1986], Paris, Club de l'horloge, 1987, 106 p. (ISBN 2-908046-01-6, présentation en ligne)
- Michel Leroy (dir.), Bernard Asso, Yvan Blot, Gérard Bramoullé, Yvon Briant, François-Georges Dreyfus, Michel Falicon, Martine Daugreilh, Jeffrey Gayner, Jean-Antoine Giansily, Alain Griotteray, François Guillaumat, Édouard Hendessy, Gordon Jones, Alain Laurent, Jean-Yves Le Gallou, Henry de Lesquen, Bernard Lugan, Didier Maupas, Jacques Médecin, Jules Monnerot, Frederic Rench et Jacques Rougeot, L'Occident sans complexes, Paris, Vertiges du Nord-Carrère, 1987, 360 p. (ISBN 2-86804-395-X, présentation en ligne)
- François Bourricaud, Jean-Antoine Giansily, Enrique Gómez Hurtado (es), Denis-Clair Lambert, Henry de Lesquen, Robert Lozada, José Osvaldo de Meira Penna (pt), Yves Montenay, Michael Novak, Jaime Nogueira Pinto (pt) et Pascal Salin, L'Amérique latine, victime de l'étatisme ou du capitalisme ?, Paris, Club de l'horloge, coll. « Études et documents du Club de l'horloge », 1988, 95 p. (BNF 34996181, présentation en ligne)
- Yvan Blot (dir.), Jean-Marie André, Philippe Baccou, Francis-Paul Bénoit, Raymond Bourgine, François Bourricaud, Gérard Bramoullé, Gilbert Coutau, André Decocq, François-Georges Dreyfus, Michel Falicon, Michel Garnier-Thenon, Martine Daugreilh, Pierre Gauthier, Jean-Antoine Giansily, Raoul Girardet, Olivier Guillot, Gordon Jones, Michel Leroy, Didier Maupas, Jacques Médecin, Christian Mouly et Angelo Petroni, La Démocratie confisquée, Paris, Picollec, coll. « Documents dossiers », 1988, 244 p. (ISBN 978-2-86477-089-3)
- Philippe Baccou, Michel Leroy, Pascal Lorot, Jacques Bourdu, Alain Couve de Murville et Christian Sabbe, Les Ambiguïtés de l'Europe sociale, Paris, Club de l'horloge et Club 89, 1989, 18 p. (ISBN 2-908046-11-3, BNF 35038885, présentation en ligne)
- Michel Leroy, Alain Bourdelat, Didier Maupas, Henry de Lesquen et Yvan Blot, Identité et croissance de l'homme, Paris, Club de l'horloge, 1989, 70 p. (ISBN 2-908046-09-1, présentation en ligne)
- Nation et Liberté : minimum doctrinal du Club de l'horloge, Paris, Club de l'horloge, coll. « Études et documents du Club de l'horloge », 1989, 10 p. (ISBN 2-908046-13-X)
- Michel Leroy, Didier Maupas, René de Laportalière, Jacques Goreux, Yvan Blot, Christian Baeckeroot, Jacques Szmaragd, Jacques Garello, Jean-Pierre Estivals, Henry de Lesquen, Dominique Matagrin, Jean-Raphaël Notton, Michèle-Laure Rassat et Xavier Raufer, Privatiser la Sécurité sociale, Paris, Club de l'horloge, 1989, 87 p. (ISBN 2-908046-03-2, présentation en ligne)
- Henry de Lesquen, Qu'est-ce que la nation ?, Paris, Club de l'horloge, coll. « Études et documents du Club de l'horloge », 1989, 32 p. (ISBN 2-908046-08-3, BNF 36636876, lire en ligne)
- Henri de La Bastide, Jean-Yves Le Gallou, Henry de Lesquen et François Terré, La Réforme du Code de la nationalité, Paris, Club de l'horloge, 1989, 96 p. (ISBN 2-908046-12-1, présentation en ligne)
- Yvan Blot, Jean-Antoine Giansily, Jean-Yves Le Gallou et Michel Leroy, L'Union de la droite est-elle possible ?, Paris, Club de l'horloge, 1989, 39 p. (ISBN 2-908046-02-4, présentation en ligne)
- Eugène Bérest, Yvan Blot, Pierre Lataillade, Jean-Yves Le Gallou et Didier Maupas, Un nouveau printemps pour l'éducation, Paris, Club de l'horloge, 1989, 153 p. (ISBN 2-908046-06-7)
- Henry de Lesquen, Le Socialisme et le péché originel, Paris, Club de l'horloge, 1989 (réimpr. 1990), 38 p. (ISBN 2-908046-16-4, BNF 35038894, présentation en ligne)  — traduit en roumain.
- Jean Foyer, Jean-Gaston Moore, Michel Rougevin-Baville, François Terré et Bruno Mégret, Le Déclin du droit, Paris, Club de l'horloge, coll. « Études et documents du Club de l'horloge », 1990, 52 p. (ISBN 2-908046-15-6, BNF 37593492, présentation en ligne)
- Ivan Chiaverini (dir.), Yvan Blot, Roland Drago, Jean-Antoine Giansily, Alain Griotteray, François Haut, Jean-Yves Le Gallou, Henry de Lesquen, Daniel Rivière, André Soulier, Jacques Toubon et Laurent Wetzel, La Démocratie locale, un pari pour la France : [actes du colloque, Lyon, 16 mai 1987], Paris, Club de l'horloge, 1990, 128 p. (ISBN 2-908046-14-8, présentation en ligne)
- Pierre Millan (dir.), Yvan Blot, Didier Maupas, Bertrand Lemennicier, Michel Leroy, Charles Béchet et Henry de Lesquen, Le « Refus de l'exclusion », nouvelle expression de l'utopie égalitaire, Paris, Lettres du monde, 1995 (réimpr. 2001), 160 p. (ISBN 2-7301-0087-3, présentation en ligne)
- Bernard Mazin (dir.), Alain Griotteray, Yves Daoudal, Pierre Millan, Yves Durand, Claude Polin, Gérard Bramoullé, Christophe Beaumont, Jean-Gilles Malliarakis, Didier Maupas, Henry de Lesquen, Serge Schweitzer, Philippe Chaumette, François-Georges Dreyfus, Jaime Nogueira Pinto (pt), Jean-Louis Harouel, Jacques Garello, Jean-Louis Garello, Georges Berthu, Yvan Blot, Alejo Vidal-Quadras, Giuseppe Barranco, Serge Schweitzer et Giulio Tremonti, Droite-gauche : un clivage dépassé ?, Paris, Club de l'horloge, 1998, 344 p. (ISBN 2-908046-20-2, présentation en ligne)
- Henry de Lesquen (dir.), Georges Berthu, Yvan Blot, Alain Bourdelat, François-Georges Dreyfus, Julien Freund, Jean-Yves Le Gallou, Michel Leroy, Didier Maupas, Jules Monnerot et Georges-Paul Wagner, Penser l'antiracisme, Paris, Godefroy de Bouillon, 1999, 228 p. (ISBN 2-84191-090-3, BNF 37086216, présentation en ligne)
- Georges Fenech, François Haut, Henry de Lesquen, et Didier Maupas, Rétablir la sécurité, Paris, Club de l'horloge, coll. « Études et documents du Club de l'horloge », 2002, 140 p. (ISBN 2-908046-21-0)
- Henry de Lesquen (dir.), Le Club de l'horloge : trente ans de combat pour les idées politiques, 1974-2004, Paris, Club de l'horloge, 2004, 239 p. (SUDOC 18898447X).
- Nation et Liberté : minimum doctrinal, CDH, 2024  (ISBN 979-10-415-4698-5) (lire en ligne).

## Prix Lyssenko
Le prix Lyssenko est attribué chaque année par le club depuis 1990. Parodique, il est décerné « à un auteur ou une personnalité qui, par ses écrits ou par ses actes », a apporté, « une contribution exemplaire à la désinformation en matière scientifique ou historique, avec des méthodes et arguments idéologiques ».
Son nom fait référence à Trofim Lyssenko, connu pour sa prédisposition à donner priorité à la conformité politique sur la vérité scientifique.
Dominique Albertini et David Doucet relèvent qu'il est « difficile de ne pas voir la filiation entre cette cérémonie » et celle des Bobards d'or, lancée en 2010 par Jean-Yves Le Gallou sous le sceau de Polémia.

### Polémique
En 2003, Élisabeth Roudinesco est « lauréate » du prix Lyssenko « pour sa défense et illustration de la psychanalyse ». Celle-ci a publié alors dans Les Temps modernes un article où elle accusait certains membres du Club de l'horloge d'« antisémitisme masqué ». Le club a alors demandé un droit de réponse, qui a été publié par la revue, puis a assigné en justice Élisabeth Roudinesco pour diffamation. Celle-ci a été relaxée en première instance (juin 2005), puis en appel (mars 2006), au titre de la liberté qui doit régner dans le débat des idées.